# Desabamento de rochas em Capitólio
O desabamento de rochas em Capitólio foi um desastre ocorrido no início da tarde de 8 de janeiro de 2022, no Lago de Furnas em Capitólio, Minas Gerais, Brasil. Dez pessoas morreram e 32 ficaram feridas.

## Antecedentes

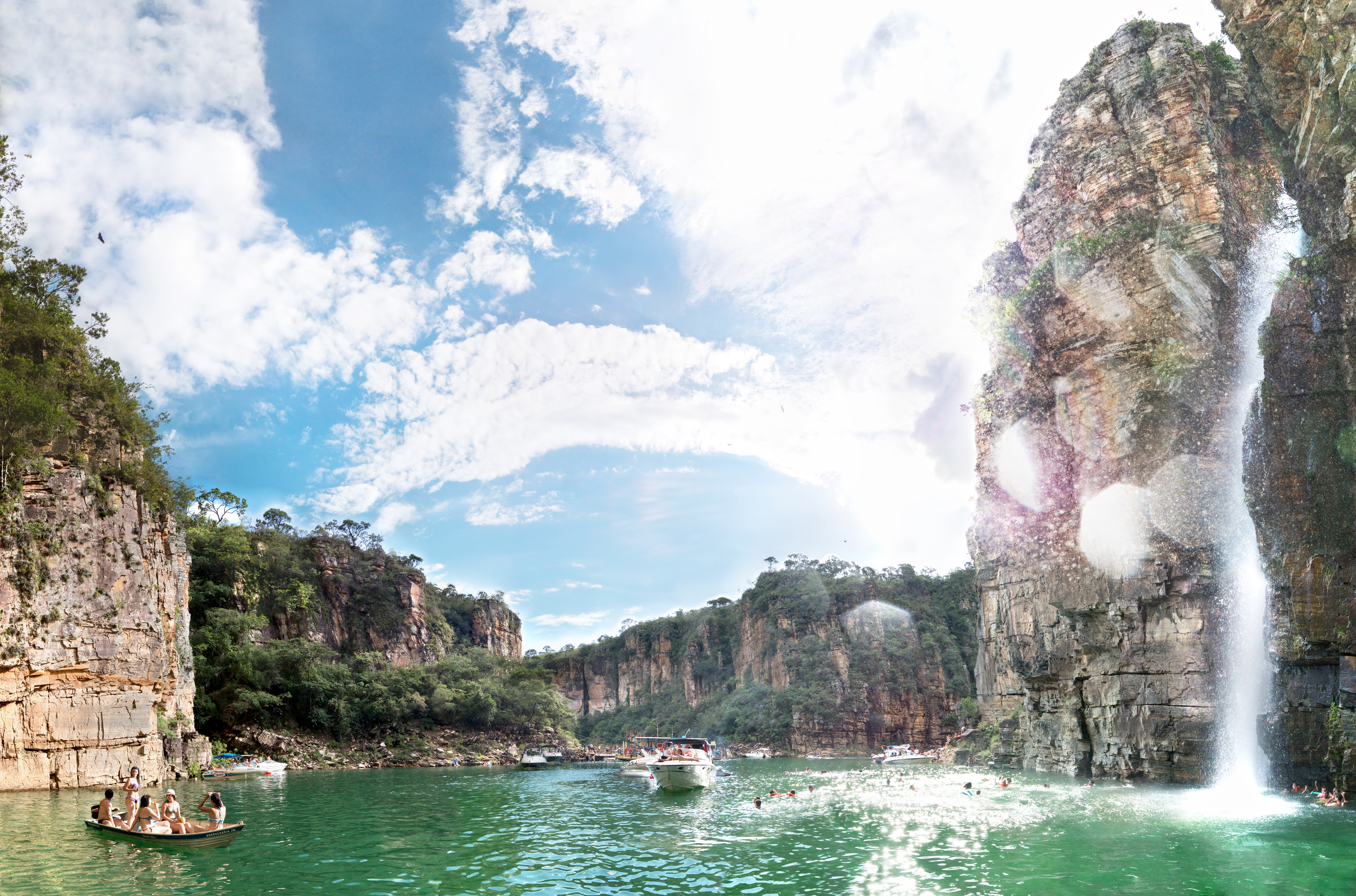
Cânion no Lago de Furnas, no qual se notam lanchas e banhistas

O Lago de Furnas em Capitólio, Minas Gerais, Brasil, atrai vários turistas que procuram por passeios de lancha e mergulhos na região. Os cânions no local são formados por rochas com mais de vinte metros de altura. A formação do local é de rochas sedimentares e, portanto, mais suscetíveis à ação do vento e das chuvas. No fim da manhã de 8 de janeiro de 2022, mesmo dia do acidente, a Defesa Civil de Minas Gerais havia emitido um alerta para chuvas intensas na região de Capitólio com possibilidade de "cabeça d'água": "Evite cachoeiras no período de chuvas".

## Acidente
O desabamento ocorreu por volta das 12h30 (horário local) no Lago de Furnas em Capitólio, no condomínio Escarpas do Lago, atingindo quatro embarcações com turistas. Cerca de 70 a 100 pessoas estavam no local, que estava isolado e fechado. O Corpo de Bombeiros informou inicialmente que uma "tromba d'água" junto a pedras causou o deslizamento, fazendo com que caíssem de uma altura de mais de cinco metros. Entretanto, segundo Gustavo Cunha Melo, especialista em gerenciamento de risco, a tromba d'água pode ter agido como um gatilho para o deslizamento, mas não foi necessariamente a causa do problema. Para Melo, a rocha se desprenderia de qualquer jeito, por causa da erosão. O porta-voz do Corpo de Bombeiros de Minas, Pedro Aihara, explicou que a formação rochosa do local e as chuvas na região facilitaram para que o deslizamento ocorresse; e que a forma como a rocha caiu agravou a situação.
O especialista em gerenciamento de riscos e segurança Gerardo Portela relatou, em entrevista à CNN, que imagens publicadas nas redes sociais mostraram que os ocupantes das embarcações foram alertados pelas pessoas ao redor sobre o risco de desabamento da estrutura, mas a iniciativa de se afastar da região de risco demorou a acontecer: "Essas últimas imagens são reveladoras de que havia tempo para evitar que as pessoas fossem atingidas, existiam sinais visuais, provavelmente haviam ruídos, porque pedaços de rochas estavam caídos sobre a água, é lamentável". Portela também relatou que houve um "despreparo": "Observamos que as lanchas estavam super lotadas, com a proa apontada para o local de risco, deveria estar posicionada com a proa de lado contrário para um eventual de necessidade de abandono da área. Então uma sucessão de falhas, pessoas mais distantes estavam percebendo o risco, mas eles ali, mesmo sendo profissionais, não conseguiram ter a atenção certa".

### Resgate
34 pessoas foram envolvidas no acidente. Ao todo, 10 mortes foram confirmadas pelo Corpo de Bombeiros. O Batalhão de Operações Aéreas, além de mergulhadores, foram mobilizados para atuar no local. Mais de 40 militares estiveram na região e uma aeronave passou a realizar buscas. A Delegacia Fluvial de Furnas deslocou imediatamente equipes de Busca e Salvamento (SAR) para o local.
Todas as vítimas foram encaminhadas para hospitais da região. Três foram levadas para São José da Barra. Dois feridos em estado mais grave tiveram fraturas nos membros superiores e serão encaminhados para Piumhi e Passos em ambulâncias do município. Um outro paciente estável teve um trauma na face. Os demais tiveram ferimentos mais leves.
32 pessoas foram atendidas por causa do acidente, a maioria com ferimentos leves. 27 foram atendidas e liberadas: 23 delas da Santa Casa de Capitólio e outras 4 da Santa Casa de São José da Barra. Quatro seguem internadas.

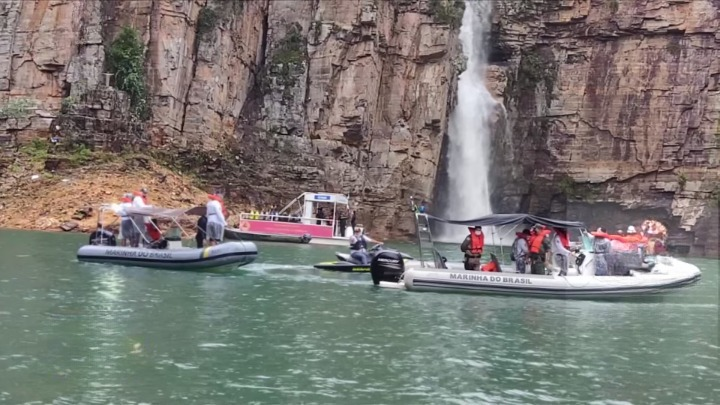
Marinha reforça operações de buscas por vítimas do acidente em Capitólio (MG)

## Vítimas
| Vítimas identificadas                              | Idade   | Cidade Natal       |
| -------------------------------------------------- | ------- | ------------------ |
| Júlio Borges Antunes                               | 68 anos | Alpinópolis (MG)   |
| Rodrigo Alves dos Anjos (Piloto da lancha ‘Jesus’) | 40 anos | Betim (MG)         |
| Carmem Pinheiro da Silva                           | 43 anos | Cajamar (SP)       |
| Camila da Silva Machado                            | 18 anos | Paulínia (SP)      |
| Geovany Gabriel Oliveira da Silva                  | 14 anos | Alfenas (MG)       |
| Sebastião Teixeira da Silva                        | 64 anos | Anhumas (SP)       |
| Marlene Augusta Teixeira da Silva                  | 57 anos | Itaú de Minas (MG) |
| Maycon Douglas de Osti                             | 24 anos | Campinas (SP)      |
| Thiago Teixeira da Silva Nascimento                | 35 anos | Passos (MG)        |
| Geovany Teixeira da Silva                          | 37 anos | Itaú de Minas (MG) |

## Repercussão
Um vídeo passou a circular nas redes sociais exibindo o acidente e sua veracidade foi confirmada. A Marinha do Brasil divulgou uma nota oficial pouco tempo depois, informando: "Um inquérito será instaurado para apurar causas, circunstâncias do acidente/fato ocorrido." O governador de Minas Gerais, Romeu Zema, lamentou, pelas redes sociais, o desabamento: "Sofremos hoje a dor de uma tragédia em nosso Estado, devido às fortes chuvas, que provocaram o desprendimento de um paredão de pedras no lago de Furnas, em Capitólio. O Governo de Minas está presente desde os primeiros momentos através da Defesa Civil e Corpo de Bombeiros". Zema também prestou solidariedade às famílias das vítimas: "Solidarizo com as famílias neste difícil momento. Seguiremos atuando para fornecer o apoio e amparo necessários". O presidente Jair Bolsonaro comentou que este era um "lamentável desastre".
O evento teve repercussão internacional.